# Tuna (Södermanland)
Tuna is een plaats in de gemeente Södertälje in het landschap Södermanland en de provincie Stockholms län in Zweden. De plaats heeft 230 inwoners (2005) en een oppervlakte van 34 hectare.